# Копнін Павло Васильович
Павло́ Васи́льович Копні́н  (27 січня 1922 — 27 червня 1971) — радянський філософ, організатор та новатор радянської філософської науки, засновник сучасної київської філософської школи.

## Біографія
- доктор філософії, професор

- академік АН УРСР; 1962-1968 директор Інституту філософії АН УРСР

- від 1968 у Москві — директор Інститут Філософії АН СРСР, пізніше також професор філософського факультету МДУ.

- з 1970 — член-кореспондент АН СРСР

Помер у віці 49 років від раку печінки.

## Науковий доробок
Розробляв сучасні проблеми гносеології, діалектики, гуманістична інтерпретація марксизму.
- Член редколегії журналу «Вопросы философии» (з 1963) та Головної редакції «Философской энциклопедии» в 5-х томах під гол. редакцією акад. Ф. В. Константинова (1960—1970), один з авторів підручника «Основы марксистской философии».

## Праці
- Діалектика як логіка і теорія пізнання;
- Гносеологічні та логічні основи науки
- Вступ до марксистсько-ленінської гносеології.
- Идея как форма мышления, К., 1963.
- Гипотеза и познание действительности, К., 1962
- Основные вопросы теории диагноза (в соавт. с И. Н. Осиповым), М., 1951